# Millman (cráter marciano)
Millman es un cráter de impacto del planeta Marte situado al este del cráter Nordenskiöld, al noreste de Kuiper, al norte de Wright, al noroeste de Li Fan y al suroeste de Nansen, a 54.3° sur y 149.8º oeste. El impacto causó un boquete de 75.0 kilómetros de diámetro. El nombre fue aprobado en 1994 por la Unión Astronómica Internacional, en honor al astrónomo canadiense Peter Millman (1906 - 1990), además de tener al planeta menor 2904 Millman con su apellido.